# Phil Keddy

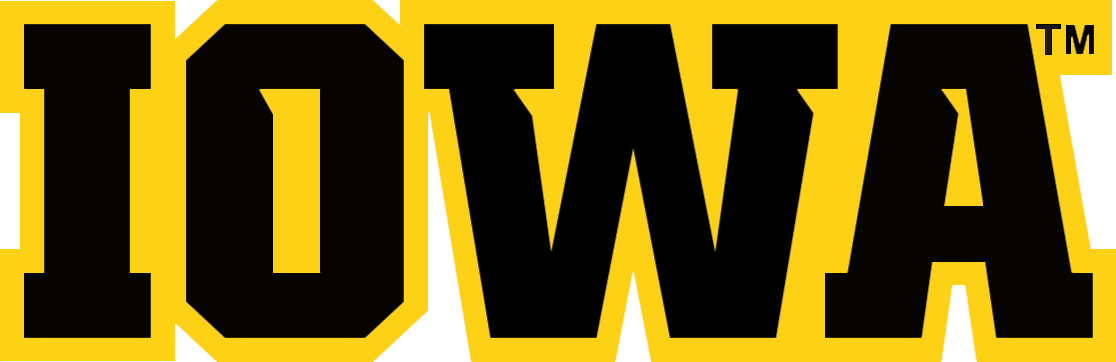
Zawodnik Iowa Hawkeyes

Phillip "Phil" David Keddy (ur. 7 kwietnia 1987) – amerykański zapaśnik w stylu wolnym. Srebrny medalista mistrzostw panamerykańskich w 2013. Jedenasty w Pucharze Świata w 2013 roku.
Zawodnik Uintah High School z Vernal i University of Iowa. Trzy razy All-American (2008–2010) w NCAA Division I, czwarty w 2009; szósty w 2008; óśmy w 2010 roku.